# Teletón 2015 (Colombia)
Teletón Colombia de 2015 fue la vigésima versión de Teletón Colombia que reucadó recursos para beneficiar a la comunidad con discapacidad del país y la creación y manutención de una red de centros de rehabilitación en Colombia. El evento fue previsto para tardar un total de 27 horas, pero se extendió a las 28 horas y media ya que la meta prevista no había sido cumplida antes de la hora esperada. La emisión inició desde las 22.00 hora de Colombia del día viernes 27 de febrero hasta las 02:25 hora de Colombia del día domingo 1° de marzo de 2015. Esta versión fue regida bajo el lema "Mírate Colombia y verás lo mejor de ti" y se realizó en los estudios de RTI Producciones.
Los recursos de este año se destinarán, además del mantenimientos de los diferentes CRIT que ya funcionan, para poder seguir construyendo el nuevo CRIT de Teusaquillo en Bogotá, el cual inició su construcción en 2014 con los recursos que se recaudaron durante ese año.
La cifra final, publicada el 15 de marzo de 2016, llegó a $14 111 641 000.
| Meta    | $ 13 001 748 129 |
| Recaudo | $ 13 062 930 883 |

## Inicio
La vigésima edición de la Teletón Colombia inició el 27 de febrero de 2015 a las 22:00 horas (horas legal colombiana), siendo transmitida por las señales de los dos canales privados de cobertura nacional de Colombia RCN y Caracol. El acto de apertura consistió en la interpretación del himno del evento. Como novedad se retransmitió por la radio gracias a la emisora de RCN Radio Red únicamente en la ciudad de Bogotá

## Promoción en medios
A partir del quince de enero de 2015, se comenzó la promoción del evento en los medios. El más popular fue spot publicitario de catorce segundos en el que se ve al niño símbolo hablando de sus logros, mencionando el lema de este año y comentando la labor de Teletón en el país. Además, semanas previas al evento, los presentadores, la presidenta de la fundación y varias personalidades y voluntarios fueron a algunas ciudades del país para mostrarle a todos que el dinero que se recauda sí es invertido adecuadamente en los diversos centros de rehabilitación infantil (CRIT). El día de la teletón, el patrocinador y operador móvil Claro donó dinero a la campaña mediante los Selfies tomados por los usuarios mediante la Selfietón.
Así mismo, los llamados embajadores de la Teletón como lo son los cuatro presentadores, los telefonistas y demás voluntarios, viajaron de ciudad en ciudad haciéndole invitaciones a la humanidad para donar a la Teletón, cómo lo puede hacer y por qué lo debe hacer.

## Participantes

### Artistas
| Durante las 27 horas de transmisión asistieron varios artistas tanto nacionales como internacionales: - Samuel E. Wright - Martina la Peligrosa - Alex Syntek - Austin Mahone - Pipe Bueno - Alkilados - Piso 21 - Mojito Lite - Belinda - Jorge Alfredo Vargas - Iván Lalinde - Andrea Serna - Felipe Arias | - Lincoln Palomeque - Carolina Cruz - Natasha Klauss - Yaneth Waldman - Mario Espitia - Samuel E. Wright - Camilo - Pipe Calderón - Carlos Calero - Pilar Schmitt - Juan Pablo Espinosa - Isa Mosquera - Isabella Castillo - Pipe Bueno - Óscar Córdoba - Carolina Sabino - Claudia Bahamon - Laura Tobón - Talento Caracol y RCN - Linda Palma - Vanessa Pelaez - Ronald Mayorga |

## Cómputos
Durante las 27 horas de transmisión se informaron diversos cómputos en la que se evidenciaban cómo iba subiendo el cómputo.
No obstante, a la 01:00 del primero de marzo, cuando se tenía previsto que concluyera el evento, se decidió ampliar el evento por un espacio mayor de tiempo dado que en las 27 horas iniciales no se había logrado la meta.
| N.º | Hora  | Monto en pesos   | Porcentaje | Monto en dólares | Monto en euros |
| --- | ----- | ---------------- | ---------- | ---------------- | -------------- |
| 1   | 23:19 | $ 710 897 932    | 5,47 %     | $ 287 137        | € 256 180      |
| 2   | 04:30 | $ 874 857 729    | 6,72 %     | $ 353 362        | € 315 265      |
| 3   | 08:46 | $ 963 945 326    | 7,41 %     | $ 389 345        | € 347 368      |
| 4   | 10:40 | $ 1 072 260 295  | 8,24 %     | $ 433 094        | € 386 401      |
| 5   | 12:00 | $ 1 530 621 066  | 11.77 %    | $ 618 230        | € 551 577      |
| 6   | 14:35 | $ 2 761 808 081  | 21.24 %    | $ 1 115 516      | € 995 249      |
| 7   | 16:17 | $ 3 691 477 809  | 28.39 %    | $ 1 489 814      | € 1 330 267    |
| 8   | 16:53 | $ 4 158 299 076  | 31.98 %    | $ 1 678 215      | € 1 498 491    |
| 9   | 17:51 | $ 4 827 619 369  | 37.13 %    | $ 1 948 341      | € 1 739 688    |
| 10  | 18:55 | $ 5 269 040 694  | 40.52 %    | $ 2 152 552      | € 1 898 760    |
| 11  | 20:26 | $ 5 875 157 476  | 45.18 %    | $ 2 371 108      | € 2 117 181    |
| 12  | 21:10 | $ 7 069 913 954  | 54.37 %    | $ 2 853 291      | € 2 547 725    |
| 13  | 22:05 | $ 8 190 341 012  | 62.99 %    | $ 3 305 475      | € 2 951 484    |
| 14  | 23:23 | $ 10 328 476 616 | 79.43 %    | $ 4 171 756      | € 3 721 986    |
| 15  | 00:16 | $ 10 744 017 049 | 82.63 %    | $ 4 339 596      | € 3 871 731    |
| 16  | 01:15 | $ 11 115 933 883 | 85,49 %    | $ 4 446 373      | € 3 971 217    |
| 17  | 01:24 | $ 11 878 523 637 | 91,36 %    | $ 4 751 409      | € 4 243 656    |
| 18  | 02:24 | $ 13 062 930 883 | 100,47 %   | $ 5 225 172      | € 4 666 790    |